# جون هدسون (لاعب كريكت)
جون هدسون (بالإنجليزية: John Hudson)‏ (23 يوليو 1882 في أستراليا - 16 مارس 1961) هو لاعب كريكت أسترالي. لعب مع فريق تسمانيا للكريكت.

## وصلات خارجية
- جون هدسون (لاعب كريكت) على موقع إي آس بي آن كريك إنفو (الإنجليزية)